# Marquesado de Guadalmina
El marquesado de Guadalmina es un título nobiliario español creado por el rey Alfonso XII por decreto de 26 de julio de 1873 (carta de 25 de septiembre de 1873) a favor de Luis Manuel de la Cuadra y González de la Rasilla. Su nombre se refiere al río Guadalmina, situado en San Pedro de Alcántara, en la provincia de Málaga, en Andalucía.

## Marqueses de Guadalmina
|                          | Titular                                           | Periodo                  |
| Creación por Alfonso XII | Creación por Alfonso XII                          | Creación por Alfonso XII |
| ------------------------ | ------------------------------------------------- | ------------------------ |
| I                        | Luis Manuel de la Cuadra y González de la Rasilla | 1873-1875                |
| II                       | Luis Antonio de la Cuadra y Raoul                 | 1875- ?                  |
| III                      | Juan Bautista Modet y de la Cuadra                | 1923-1970                |
| IV                       | Juan Modet Schoellkopt                            | 1970-1976                |
| V                        | Pablo Alejandro Modet y Shaw-Kennedy              | 1976-actual titular      |

## Historia de los marqueses de Guadalmina
- Luis Manuel de la Cuadra y González de la Rasilla, I marqués de Guadalmina. Banquero e industrial afincado en París. Participó entre otros, en la Companhía Real dos Caminos de Ferro Portugueses y en la Colonia Agrícola San Pedro de Alcántara, además fue banquero en París del Marqués de Salamanca.[1] Casó con Clara Raoul y Albora. Le sucedió su hijo:

- Luis Antonio de la Cuadra y Raoul, II marqués de Guadalmina. Casó con Enriqueta de Sarrazín, con quién solo tuvo como descendiente a su hija María Luisa de la Cuadra y Sarrazín, que casó en Guatemala 1863 con Fernando Modet y Almagro, II conde de Casa Eguía, perteneciente a una influyente familia asentada en La Habana. Nunca ostentó el título de marquesa, pasando los derechos a su hijo:

- Juan Modet y de la Cuadra, III marqués de Guadalmina. Rehabilitó el título de marqués de Guadalmina, como descendiente directo, y nieto del II marqués, obteniendo la rehabilitación, legalmente, en 1923. Se casó con Luisa Schoellkopt y Grave. Le sucedió su hijo:

- Juan Modet y Schoellkopt, IV marqués de Guadalmina. Se casó con Alisa Eve Shaw-Kennedy.[2] Le sucedió su hijo:

- Pablo Alejandro Modet y Shaw-Kennedy, V marqués de Guadalmina y actual titular.[3]

Uno de los miembros de esta familia, Luis de Cuadra (1877-1821), hermano menor de Luis Antonio de la Cuadra y Raoul, es especialmente conocido en Francia, por su relación amorosa con el más ilustre orientalista francés, Louis Massignon y por la importancia espiritual que Massignon le dio.